# トゥームレイダー (2013年のゲーム)
『トゥームレイダー』(原題：TOMB RAIDER)は、2013年発売のサバイバルアクションゲーム。
1996年から続くゲームシリーズである『トゥームレイダー』のリブート作品。世界で1,100万本を超えるシリーズ最大の売り上げとなっている。

## 概要
サードパーソン・シューティングゲーム形式のアクションアドベンチャーゲームである。リブートした新生トゥームレイダーという位置づけで、タイトルにはナンバリングや副題は付かない。女冒険家ララ・クロフトの若き日の最初の冒険が描かれる。架空の日本が舞台で邪馬台国の遺跡を冒険しつつ、ララが冒険者として成長していく様子が描かれる。
キャッチコピー は「A Survivor is born.」日本語版では「本能が目を覚ます」。
ストーリーモードと最大8人での対戦ができるオンラインモードがある。

## バージョン
トゥームレイダー
PS3、Xbox 360、Windows版 - 2013年3月4日発売
PS3、Xbox 360 Windows版 - 2013年4月25日発売（日本語版）
Android（NVIDIA SHIELD専用)版 - 2017年３月４日発売
トゥームレイダー ディフィニティブ エディション
PS4、Xbox One版 - 2014年1月28日発売
PS4版 - 2014年2月22日発売（日本）
Xbox One版 - 2014年9月4日発売（日本）
1080pに対応し描写表現を強化するとともに、ダウンロードコンテンツを収録したもの。「ディフィニティブ（definitive）」は「最終的な、決定的な」という意味。
トゥームレイダー ゲームオブザイヤー エディション
PS3、Xbox 360、Windows - 2014年3月27日発売
価格を下げ、ダウンロードコンテンツを同梱したもの。

## ストーリー

日本近海。地図上の赤い部分が、ドラゴンズ・トライアングル。

プロローグ
大学を卒業したばかりの新米の考古学者ララ・クロフトは、父の古い友人でサバイバルの師匠でもあるロスに誘われ、伝説の邪馬台国を探すため、エンジュランス号で調査旅行に出かけた。
この調査旅行には、出資者の一人であり考古学者のホイットマン、ララに嫉妬してくる整備士の黒人女性レイエス、穏やかな性格でシェフを務める大柄男性ジョナ、我の強い性格の操舵手の老人グリム、ララに好意を寄せている船舶技術者の青年アレックス、ララの親友であり「卑弥呼の子孫」を自称する日系女性サムといった仲間たちが同行した。
一行は、「魔の海域『ドラゴントライアングル』に邪馬台国がある可能性が高い」というララの主張に乗って、その海域を目指す。しかし、ドラゴントライアングルに入ると突如大嵐が起こり、船は難破。一行は怪しげな孤島に漂着する。なんとか島に上陸したものの、ララは何者かに殴られて意識を失ってしまう。
序盤
意識を取り戻すと、ララは怪しげな祭壇の前で拘束され、逆さ吊りにされていた。辛くも拘束を解き脱出に成功したララは、仲間たちと合流すべく単身で島内の探索を開始する。
程なくして、仲間の一人のサムと合流し、マサイアスと名乗る謎の男に出会う。しかし、ララが眠りから覚めると二人は姿を消していた。その後、他の仲間たちと合流を果たし、島に残された遺物などを調べているうちに、この島こそが邪馬台国があった場所であることが判明する。
その後、山村で突如謎の武装集団に襲われ、ララは再び拘束されてしまう。脱出を試みたララは、そこで武装集団の部隊長であるウラジミールと揉み合いになり、彼を拳銃で射殺してしまう。自分が初めて人を殺してしまったことに、ララは大きなショックを受ける。
実はこの島では、かつての漂着者たちが独自の社会を形成しており、その社会では「ソラリ」と呼ばれるカルト教団が信仰されていた。マサイアスはそのソラリのリーダーであり、ララを襲った武装集団は彼の手下のソラリ兵だった。マサイアスの命令により、ララ一行の行く手に幾度もソラリ兵が立ちはだかり、襲い掛かってくる。
中盤
ララはソラリ兵と戦いながら島の探索を進め、電波塔から島の外部に救援を要請する。ほどなくして島に救援の飛行機が飛来し、ララはこれで島から脱出できると安堵するが、直後にまたしても大嵐が起こり、飛行機はその嵐によって墜落してしまう。それを目の当たりにしたララは、島から出ようとしても嵐に妨げられて脱出できないことを悟る。
そして、その嵐は偶然発生したただの嵐ではなく、「何らかの超常」によって意図的に起こされている可能性を考える。その予想は当たり、この島にある最奥の遺跡にある『卑弥呼の魂』の行き場のない怒りが、呪いとなって島の天変地異を起していたのだ。
仲間たちと再度合流したララは、浜にある故障した船を修理して島から脱出する計画を立てる。しかし、島から脱出するには嵐を止める必要があると考えたララは、その方法を探すために再び島内の探索を続ける。その結果、『卑弥呼の魂』が人間を器にして現代まで代々受け継がれてきたことを突き止める。
脱出に向けて動く中で、ララを庇ってロスが殺害され、ソラリ兵を巻き込んでグリムが落下死し、アレックスが沈没した船内で亡くなってしまう。また、マサイアスに取り入ろうとして裏切ったホイットマンも、自業自得の死を遂げる。
終盤
マサイアスは、卑弥呼の血を引くというサムを拉致し、彼女を器にして『卑弥呼の魂』を継承させようとしていた。サムの生贄を阻止して彼女を助けるため、ララは島の奥地にある卑弥呼の寺院に向かう。しかし、寺院ではソラリ兵だけではなく、卑弥呼を守護する屈強な邪馬台国の超常兵士「嵐の防人」達が立ちはだかるのであった。

## 登場人物

### エンジュランス号の乗組員
ララ・クロフト
モーションアクター及び英語版声優：カミラ・ルディントン / 日本語版声優：甲斐田裕子
本作の主人公。大学を卒業したての21歳の女性考古学者。長い髪を縛ってポニーテールにしている。本作が初めての冒険であり、最初は脆い女性だが、極限のサバイバルの中で徐々に才能の片鱗を開花させていき、トゥームレイダーとして成長していく。
本作ではイメージイラストにあるように、ロングボウを主な武器として使う。冒険の道中で、ピッケル、ハンドガン、アサルトライフル、ショットガンといった装備を扱うようになる。
ストーリー序盤で、シカを弓で射って殺した場面ではシカに謝ったり、敵グループに囚われて脱出時に敵ともみ合いになった際には、初めて敵を射殺してしまい激しく動揺するシーンがあったが、そうしたショックを乗り越えていく強さを持っている。
コンラッド・ロス
声：田中秀幸
エンジュランス号の船長で、調査チームのリーダー。ララの父とは古くからの友人で、不在がちであった父に代わってララにトレッキングや登山を教えた「サバイバル技術の師匠」でもあり、もう一人の父親的な存在。
一人で島を探索している所に狼の群れに襲われ、足を負傷してしまう。そのためサムを救出するために遺跡に侵入しようとするララを、スナイパーライフルで援護している。その後、救助のヘリが墜落して心肺停止になったララを人工呼吸した後、敵からの攻撃を庇って死亡する。
ジョスリン・レイエス
声：沢海陽子
エンジュランス号の船舶整備士の黒人女性。気が強いが、アリーシャという一児の母で、子供のことを気にかけている。作中にて、アリーシャは「ロスの娘」との告白がされており、ロスとは過去に男女の関係があったことがうかがえる。娘のことを知らないロスが、ララを贔屓にしていることに嫉妬しており、ララに突っかかる言動をすることが多い。
アンガス・グリマルディ
声：龍田直樹
エンジュランス号の操舵手の老人で通称グリム。頭突きが得意という海の男。敵に人質にされてしまい、降伏しそうになったララを庇って、敵もろとも崖から飛び降りて死亡した。
ジョナ・マイアヴァ
声：金光祥浩
エンジュランス号のシェフで、気の優しい太った男性。船の修理を行った以外に、本作では目立った活躍をしていないが、次作『ライズ オブ ザ トゥームレイダー』、および三作目の完結作『シャドウ オブ ザ トゥームレイダー』でも相棒として登場している。
サマンサ・ニシムラ
声：今井麻美
ララの大学時代からの親友で通称サム。「卑弥呼の子孫」を自称する日系人の少女。ビデオカメラで調査旅行の様子を撮影していた。作中にて、代々受け継がれてきた卑弥呼の魂が次に収まる「器」と目されたことからマサイアスにつけ狙われる。最後には拘束され、マサイアスによって卑弥呼の魂継承の儀式をされるが、ララがマサイアスを倒し卑弥呼の魂も破壊したことで助かった。
なお、本作での冒険以降、親友であったララとは付き合いがなくなってしまった模様。
アレックス・ワイス
声：遠藤大智
眼鏡をかけた若い男性。船舶技術者でコンピュータサイエンティスト。ララに密かな好意を抱いているが、ララにはあまり相手にされていない。座礁した船にパーツを取りにいったが、身動きできない状況になってしまい、敵と共に爆発にあって死亡する。
ジェイムズ・ホイットマン
声：島田敏
考古学者で人類学者でもある男性。眼鏡をかけ、口ひげを蓄えている。今回の調査旅行に、私財をなげうって出資したスポンサーの一人でもあり、離婚訴訟中の妻とのこともあり一発逆転に賭けている。利己的な性格で、周囲の評判はあまりよくないが、マスコミへのアピール手法だけは一流。マサイアスに唆され、女王の「嵐の防人」に交渉しようとして、惨殺されて死亡する。

### 孤島の住人
マサイアス
声：大友龍三郎
孤島の住人達を暴力と恐怖で支配する、カルト教団「ソラリ」のリーダー。最初に登場した際は普通の服装をして「教師をしていた」と自称し、怪我をしたサムを助けた後にサムを拉致して姿を消す。その後は儀式用の衣服を着用して登場。「卑弥呼の子孫」を自称するサムに卑弥呼の魂を継承させ、大嵐を鎮めて島から脱出しようと企む。
ウラジミール
「ソラリ」の一員で、島の内陸部にある山村の武装兵のリーダー。島を探索していたララとホイットマンの前に現れ、二人を捕らえ拘束する。ララが脱走した後は彼女を追い、ハンドガンで射殺しようとする。しかし、ララと揉み合いになった際に彼女が撃った銃弾を頭部に受けて死亡。ララが人生で初めて殺害した人間となる。

## 用語
ドラゴントライアングル
日本近海のあるとされる、バミューダトライアングルのように船や航空機が突如消息を絶つと言われている魔の海域。
邪馬台国
古代に女王卑弥呼が治めていたとされている幻の国。史実では2世紀～3世紀頃に存在したとされており、国の所在地は現在も不明。作中ではドラゴントライアングル内の孤島にあるという設定で、卑弥呼の服装や嵐の防人の甲冑などから、戦国時代頃の雰囲気が見て取れる。孤島には山村や天守閣を模したソラリの城、スラム街、電波塔、卑弥呼の寺院などがある。また、島は大嵐で囲まれており、昔から船の難破や漂着者が多く、一度島に来た者はその大嵐に阻まれて島を出ることができない。そのため、島の沿岸にはいたるところに船の残骸がある。漂着者たちは島から出られないため、この島で独自の社会を築いている。
卑弥呼
邪馬台国を治めていた女王とされる人物。作中では島の寺院に卑弥呼の遺体と棺が安置されている。本作では、卑弥呼の魂が人から人へ代々受け継がれているという設定で、次に魂を受け継ぐ「器」となる人間を求めている。そのため、行き場のない卑弥呼の魂の怒りが大嵐を起こし、島から出ようとする者を容赦なく襲っている。卑弥呼の寺院は、「嵐の防人」と呼ばれる不死の兵士によって守られている。
ソラリ
孤島の住人達で組織されたカルト教団。リーダーはマサイアス。武装兵を有しており、ララたちに容赦なく襲い掛かる。
嵐の防人（あらしのさきもり）
卑弥呼の寺院を守る屈強な不死の兵士。「オニ」とも呼ばれ、戦国時代の甲冑のような外見をしている。巨大な金棒を持つ、常人の数倍はある巨漢の兵士もいる。

## ゲームシステム
3人称視点のアクションアドベンチャーゲームとなっている。
装備アイテム
主人公のララは最初は何も持っていないが、アイテムを手に入れるごとにできることが増えていく。弓や銃器などを手に入れることで、動物を狩ったり、敵を倒したりできる。
スキル強化
隠されたアイテムを発見することで経験値を獲得でき、獲得した経験値は後述するベースキャンプでスキルを獲得するために使用する。
装備強化
手に入れた武器は島のあちこちに落ちている「サルベージ」（廃品）を回収することで、強化できる。
ベースキャンプ
島には他の冒険者の作った焚火の跡などがあり、「ベースキャンプ」として使用できる。ベースキャンプでは経験値を使用してスキルを取得したり、改修したサルベージから装備品をアップグレードできる。ファストトラベルにより、一度行ったことのあるベースキャンプには一瞬で移動できる。

## 開発
本作の開発スタッフはトゥームレイダーがシリーズを重ねるごとに、ララ・クロフトは有名になっていったが、その反面でプレイヤーから共感しにくいキャラクターになっていったと感じていた。そのため、一度ララの設定をリセットし、過去作との繋がりを断ち切って新生させることにした。開発者は『007 カジノロワイヤル』、『ダークナイト』といった過去の映画のリブートの成功例を参考にしている。
最初は弱くてサバイバル能力のない女性だが、ゲームを進めるごとに徐々に強くなって精神的にもタフになっていき、プレイヤーと共に成長していくキャラクターになるようにと、最初の冒険として設定された。
Windows PC、PlayStation 4、Xbox One版では、ララの毛髪のレンダリングに「TressFX Hair」技術が使われ、従来よりも滑らかに描写されている。

## 評価
週刊ファミ通のクロスレビューでは10点・10点・9点・9点の合計38点（40点満点）でプラチナ殿堂入りした。

## 続編
本作のヒット・高評価を受け、2015年には続編の『ライズ オブ ザ トゥームレイダー』(原題：Rise of the Tomb Raider)、2018年には『シャドウ オブ ザ トゥームレイダー』（原題: Shadow of the Tomb Raider）が発表された。この3作でオリジンストーリー3部作とされている。

## 映画化
2017年、このゲームを映画化した『トゥームレイダー ファースト・ミッション』が製作された。日本では2018年に公開された。
作中のストーリー・設定は異なる部分が数多くあり、アナ・ミラーが登場するなど、次作の「ライズ オブ トゥームレイダー」のストーリーや設定などが混在している。